# 创价女子短期大学
创价女子短期大学（日语：／ Sōka Joshi Tanki Daigaku *），简称创短，是一所位于日本东京都八王子市的私立短期大学。

## 概要

### 简介
- 短期大学为于1985年开办[1][2]、由学校法人创价大学经营[2]。

### 历史
- 1985年 创价女子短期大学成立并同时设置两个学科、以下列举[1]。
  - 经营科
  - 英语科
- 2004年 两个学科各自改名为、以下列举[1]。
  - 经营科→现代商务学科[注 2]
  - 英语科→英语沟通学科[注 1]

### 宪章
- 请参看创价女子短期大学的标志（页面存档备份，存于） （日語） 2014年6月8日阅览。

## 学校环境
- 校区：在东京都八王子市

## 历任校长
- 关顺也：第一代短期大学校长[3]。
- 石川惠子：现在短期大学校长[4]

## 组织

### 学科
- 英语传播学科[注 1]
- 现代商务学科[注 2]

### 专科
| - 没有 |

### 业余课程
| - 没有 |

## 相关链接
- 日本短期大学列表